# Gouvernement Sfar
République tunisienne
Mzali Ben Ali
Le gouvernement Sfar est le sixième gouvernement tunisien formé après l'indépendance et le quatrième formé après la restauration du poste de Premier ministre. Son chef, Rachid Sfar, est nommé Premier ministre le 8 juillet 1986 et assure sa fonction jusqu'au 2 octobre 1987, date à laquelle Zine el-Abidine Ben Ali est nommé pour lui succéder.
Le gouvernement est précédé par le gouvernement Mohamed Mzali, dont le Premier ministre est révoqué pour son rapprochement avec les islamistes, et remplacé par le gouvernement Ben Ali.

## Composition initiale
Le gouvernement compte onze ministres dont une femme, Souad Lyagoubi, ministre de la Santé publique.

### Ministres
| Image | Portefeuille                                                     |  | Nom                     | Parti |
| ----- | ---------------------------------------------------------------- |  | ----------------------- | ----- |
|       | Premier ministre                                                 |  | Rachid Sfar             | PSD   |
|       | Ministre directeur du cabinet présidentiel                       |  | Mansour Skhiri          | PSD   |
|       | Ministre des Affaires étrangères                                 |  | Béji Caïd Essebsi       | PSD   |
|       | Ministre de l'Intérieur                                          |  | Zine el-Abidine Ben Ali | PSD   |
|       | Ministre de la Défense nationale                                 |  | Slaheddine Baly         | PSD   |
|       | Ministre des Finances                                            |  | Ismaïl Khelil           | PSD   |
|       | Ministre de l'Éducation nationale et de l'Enseignement supérieur |  | Amor Chadli             | PSD   |
|       | Ministre de la Santé publique                                    |  | Souad Lyagoubi          | PSD   |
|       | Ministère de la Culture et de l'Information                      |  | Zakaria Ben Mustapha    | PSD   |
|       | Ministère de l'Équipement                                        |  | Mohamed Sayah           | PSD   |
|       | Ministère du Transport et des Télécommunications                 |  | Mohamed Kraïem          | PSD   |
|       | Ministre de la Jeunesse et du Sport                              |  | Hamed Karoui            | PSD   |